# Funkkraftwagen
Der Funkkraftwagen (FuKW) (teilweise auch Funktruppkraftwagen (FuTrKW) genannt) ist ein Fahrzeugtyp des Katastrophen- und Zivilschutzes.

## Aktuelle Verwendung in Sachsen-Anhalt

### Allgemeines zum Fahrzeugtyp

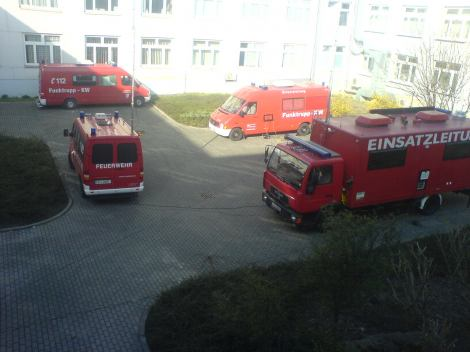
3× Funktruppkraftwagen mit einer ELSA (Fahrzeug am rechten Rand) beim Lehrgang „Funken in Großschadenslagen“ am IBK Heyrothsberge

Der Funktruppkraftwagen wird heute in Sachsen-Anhalt als Führungsmittel bei Großeinsätzen, Großveranstaltungen und im Katastrophenfall eingesetzt. Er dient als Einsatzleitstelle für den Einsatzleiter, von dem dieser den Einsatz per Funk leiten kann. Das Fahrzeug kann auch als Relaisstation betrieben werden, um die Funkabdeckung in einem bestimmten Gebiet zu verbessern. Die Zusatzantenne hat sogar im eingefahrenen Modus eine stärkere Sende- und Empfangsleistung als die Standardfahrzeugantenne.
Der Funktruppkraftwagen ist Teil des Fachdienstes Führungsunterstützung. Der Fachdienst Führungsunterstützung ist von jedem Landkreis und jeder kreisfreien Stadt aufzustellen. Eine genaue Anweisung, wie und mit welchen Mitteln und Fahrzeugen ist nicht näher geregelt.
Je nach Landkreis bzw. Stadt wird der Funktruppkraftwagen entweder an einem Standort der jeweiligen Gebietskörperschaft auf Kreisebene, zum Beispiel in der feuerwehrtechnischen Zentrale, oder direkt bei einer Feuerwehr stationiert. Im Falle einer Stationierung bei einer Feuerwehr stellt diese auch die Besatzung für das Fahrzeug. Anders sieht es bei einer Stationierung beim Landkreis aus. Hier setzt sich die Besatzung aus Einsatzkräften der Feuerwehren des Landkreises zusammen.
Die meisten neueren Fahrzeuge sind in zwei Abteile aufgeteilt. Das vordere Abteil besteht aus der Fahrerkabine für den Fahrer und Beifahrer sowie den beiden Funkarbeitsplätzen. Der Fahrer- und Beifahrersitz lassen sich um 180 Grad drehen, um die beiden Funkarbeitsplätze zu bedienen. Im hinteren Abteil befindet sich der Besprechungsraum mit fünf Sitzplätzen. Beide Abteile sind durch eine kleine Durchreiche miteinander verbunden. So können mit Zetteln die Befehle des Einsatzleiters an die Funkgerätebediener weitergegeben werden.
Das Fahrzeug verfügt nur über eine Truppbesatzung (0/0/2/2), da die Sitzplätze im hinteren Abteil über keine Gurte verfügen. Da das Fahrzeug aber am besten mit vier Einsatzkräften betrieben wird, wird ein zweites Fahrzeug benötigt, um die zusätzlichen Kräfte an den Einsatzort zu transportieren. Bei Einsätzen über mehrere Tage erfüllt das zweite Fahrzeug noch einen weiteren Zweck: Dieses kann dann für den Kräfteaustausch genutzt werden.
Bei den älteren Modellen werden die Abstützungen für das Fahrzeug und die Zusatzantenne noch per Hand ausgefahren. Bei neueren Modellen werden diese Dinge hydraulisch ausgefahren.
Eine Besonderheit bei dem Fahrzeug ist, dass es über zwei voneinander getrennte Autobatterien verfügt. Die eine Batterie ist für die Beleuchtung, Zentralverriegelung und zum Starten des Fahrzeuges zuständig, wie bei jedem anderen Fahrzeug auch. Die zweite Batterie ist für die ganze Funktechnik vorhanden. So kann das Fahrzeug auch erst einmal betrieben werden, ohne dass eine externe Stromversorgung nötig ist, und noch bewegt werden. Bei längeren Einsätzen ist aber eine externe Stromversorgung mit 230 Volt irgendwann unumgänglich.

Dies kann auf zwei Arten erfolgen:
1. über einen „Baustromanschluss“ aus dem normalen Stromnetz: Diese Variante wird hauptsächlich nur bei Großveranstaltungen oder Katastropheneinsatz über mehrere Tage verwendet, da es hier möglich ist, den Aufstellungsort des Fahrzeuges entsprechend zu planen.
2. über den mitgeführten Stromerzeuger: Diese Variante wird hauptsächlich im unbebauten Gelände verwendet.

### Ausrüstung
- 2× Funkarbeitsplätze
- Handsprechfunkgeräte (analog und digital)
- Besprechungsraum mit fünf Sitzplätzen
- ausfahrbare Antenne
- Relaisstation
- Faxgerät
- Stromerzeuger
- Aufzeichnungsgerät für den Funkverkehr
- externer Anschluss für Fernmeldedraht

### Bildergalerie
| | |
| Frontaufnahme eines Funktruppkraftwagens bei einer Ausbildung. Es ist gut das Vorderabteil zuerkennen mit den beiden Funkarbeitsplätzen. | Die Zusatzantenne ist voll ausgefahren. Bei dem Begleitfahrzeug handelt es sich um einen ELW 1 mit einem weiteren Funkarbeitsplatz. |
| | |
| Heckansicht eines Funktruppkraftwagens. Die Zusatzantenne wird aufgebaut.                                                                | |

## Geschichte

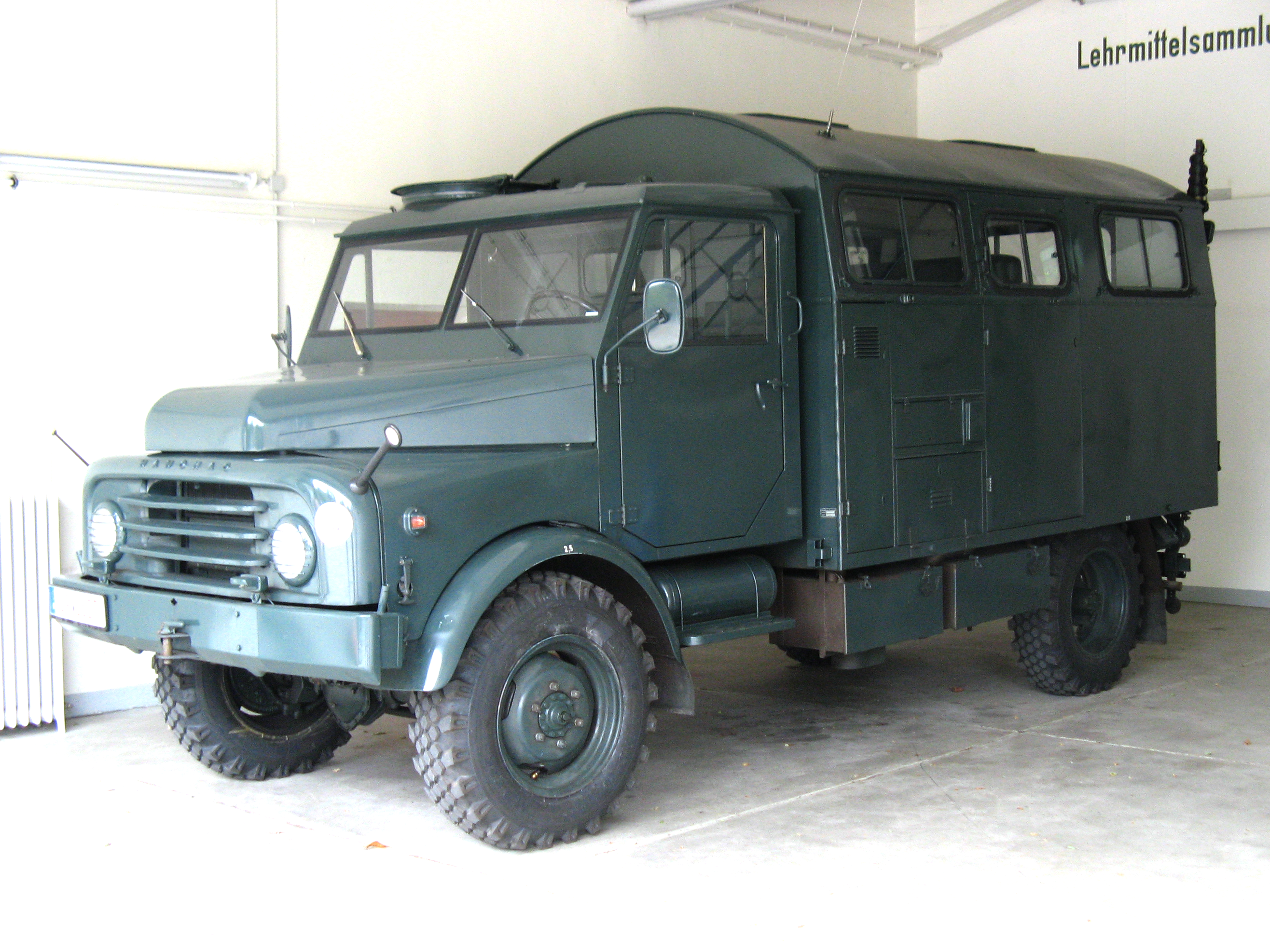
FuKW des Bundesgrenzschutzes

Der ursprüngliche Funkkraftwagen wurde durch Typenblätter des Bundesamts für Bevölkerungsschutz und Katastrophenhilfe bzw. seinen Behördenvorgängern definiert. Sie dienten verschiedenen Behörden und Organisationen mit Sicherheitsaufgaben, insbesondere aber im Fernmeldezug und dem THW, der Führungsunterstützung. Es war auf einer Kombi-Karosserie aufgebaut, hatte eine zwei Mann starke Besatzung und besaß im Aufbau je nach Version zwei bzw. drei Sitzplätze. Sie führten unter anderem eine Fernsprechausstattung, einen Sprechfunkgerätesatz und einen Stromerzeuger mit. Sie ergänzten insoweit den Geräte- und Betriebskraftwagen mit Generator-Anhänger und die Fernsprechkraftwagen. Funkkraftwagen dienten als Funk- sowie Relaisfunkstellen und verfügten über Hinterachsantrieb.
Es wurden 182 und später weitere 146 Funkkraftwagen beschafft. Erstere hatten ein zulässiges Gesamtgewicht von 2,3 Tonnen, letztere von 2,68 Tonnen. Vereinzelt finden sich von den Bundesvorgaben unabhängige Kreationen von Funkkraftwagen bei Feuerwehren.